# Союз-19
Союз-19 — космічний корабель (КК) серії «Союз». Політ за програмою «Союз»—«Аполлон»; два стикування з КК Аполлон-18 з взаємними переходами екіпажів і спільними експериментами. Корабель Аполлон-18 мав перехідний відсік для вирівнювання різних тисків в кораблях.

## Екіпаж
- Основний

Командир Леонов Олексій Архипович
Бортінженер Кубасов Валерій Миколайович
- Дублерний

Командир Філіпченко Анатолій Васильович
Бортінженер Рукавишніков Микола Миколайович
- Резервний

Командир Романенко Юрій Вікторович, Джанібеков Володимир Олександрович

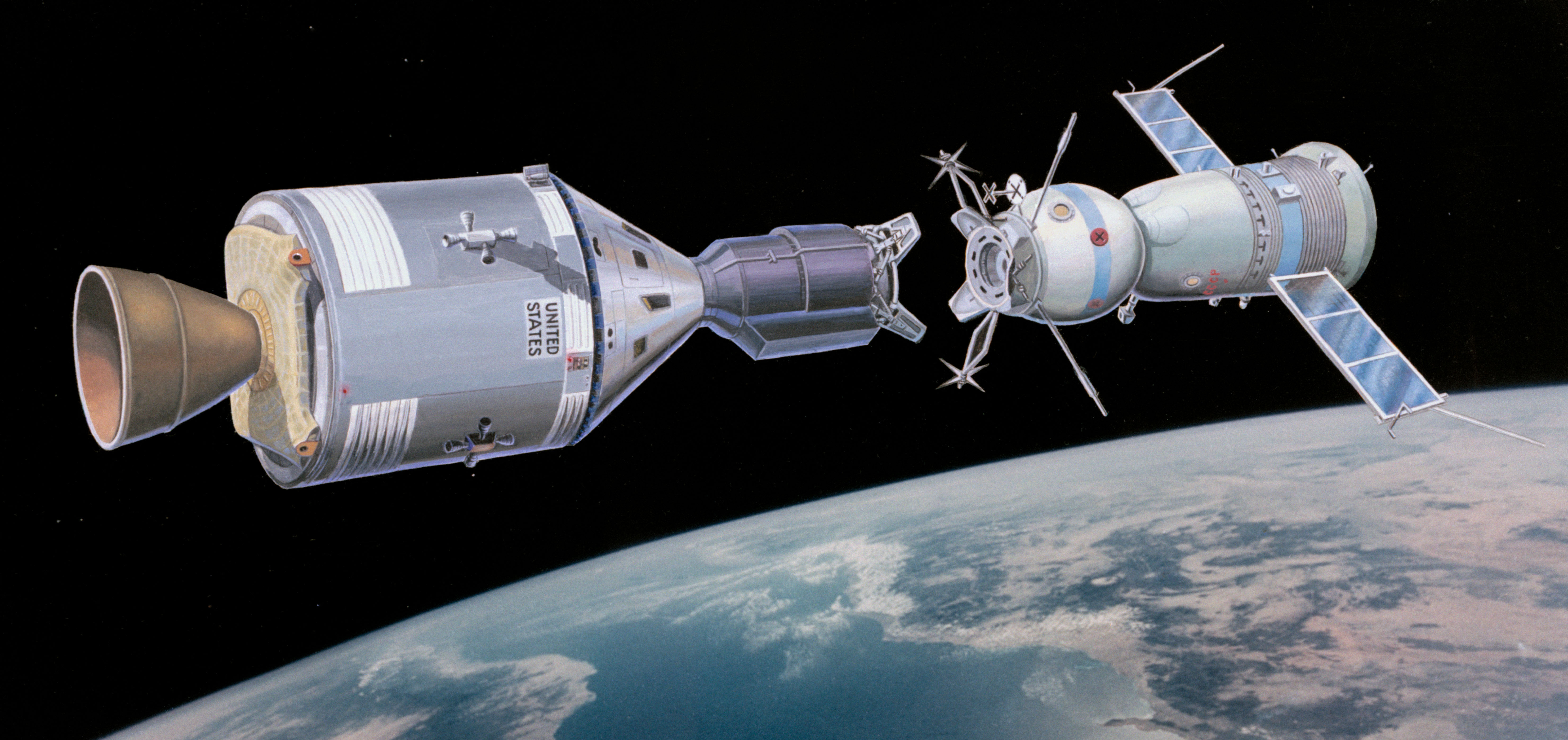
Корабель «Аполлон» (зліва) з перехідним відсіком і «Союз» (справа)

Бортінженер Іванченков Олександр Сергійович, Андреєв Борис Дмитрович

## Хронологія польоту
15 липня о 12:20:00 UTC з космодрому Байконур запущено КК Союз-19 з екіпажем Леонов/Кубасов. В цей час на орбіті перебував КК Союз-18 зістикований з орбітальною станцією (ОС) Салют-4 з екіпажем Климук/Севастьянов.
15 липня о 19:50:01 UTC з космодрому на мисі Канаверал запущено КК Аполлон-18 з екіпажем Стаффорд/Бренд/Слейтон.
17 липня о 16:09:09 UTC КК Союз-19 зістикувався з КК Аполлон-18.
19 липня о 12:03:20 UTC КК Союз-19 відстикувався від КК Аполлон-18; кораблі були зістиковані 43 години 54 хвилини 11 секунд. КК Аполлон-18 закрив собою сонячний диск і екіпаж Союза-19 зробив фото сонячної корони.
19 липня о 12:33:39 UTC друге стикування КК Союз-19 з КК Аполлон-18.
19 липня о 15:26:12 UTC відстикування КК Союз-19 від КК Аполлон-18; кораблі були зістиковані загалом 46 годин 46 хвилин 44 секунди. 
21 липня в 10:50:51 UTC КК Союз-19 успішно приземлився за 87 км на північний схід від міста Аркалик. На орбіті залишились КК Аполлон-18 з екіпажем Стаффорд/Бренд/Слейтон і КК Союз-18 зістикований з ОС Салют-4 з екіпажем Климук/Севастьянов.